# Loma de Santa María
Loma de Santa María är en ort i Mexiko.   Den ligger i kommunen Manlio Fabio Altamirano och delstaten Veracruz, i den sydöstra delen av landet, 300 km öster om huvudstaden Mexico City. Loma de Santa María ligger 49 meter över havet och antalet invånare är 317.
Terrängen runt Loma de Santa María är platt. Runt Loma de Santa María är det ganska glesbefolkat, med 48 invånare per kvadratkilometer. Närmaste större samhälle är Las Amapolas, 16,1 km nordost om Loma de Santa María. Omgivningarna runt Loma de Santa María är en mosaik av jordbruksmark och naturlig växtlighet.